# Krankheitserreger
Krankheitserreger, in der Medizin auch als Keime, Krankheitskeime (lateinisch semina morbi) oder Infektionserreger bezeichnet, sind Mikroorganismen oder subzelluläre Erreger, die in anderen Organismen gesundheitsschädigende Abläufe verursachen. Krankheitserreger können Algen, Bakterien, Parasiten, Pilze, Prionen, Protisten, Viren oder Viroide sein. Die Ansteckung mit einem Krankheitserreger nennt man Infektion, den Befall mit einem Parasiten Infestation.
Der Begriff Pathogen wird oft gleichbedeutend verwendet, hat aber ähnlich wie das Adjektiv pathogen eine allgemeinere Bedeutung. Auch schädliche Stoffe (Gifte) und ionisierende Strahlung können im Sinne von „Krankheitsauslöser“ als Pathogene bezeichnet werden.

## Mikroorganismen
Die schädliche Wirkung von Mikroorganismen beruht auf drei Mechanismen:
- Sie können Gewebe durch Phagozytose schädigen, d. h., sie ernähren sich von Körperzellen.
- Sie verursachen eine Immunreaktion, vor allem hohes Fieber, das tödlich enden kann.
- Sie sondern aktiv Stoffe ab, die den Körper schädigen, oder sie enthalten solche; diese werden freigesetzt, wenn der Mikroorganismus abstirbt.

Bakterien schädigen den befallenen Organismus durch die Absonderung von Toxinen (Giftstoffen):
- Exotoxine werden von lebenden Bakterien abgegeben und sind meist Proteine. Sie verursachen z. B. Cholera, Keuchhusten, Diphtherie, Tetanus und Scharlach.[4]
- Endotoxine sind Teile der Zellwand der Bakterien und werden freigesetzt, sobald diese absterben. Es sind hochmolekulare Lipopolysaccharide. Endotoxine verursachen z. B. Typhus und Salmonellosen.

Anhand ihrer Gefährlichkeit für den Menschen werden Krankheitserreger durch die Biostoffverordnung in vier Risikogruppen eingeteilt. Dabei werden die Wirkung auf den einzelnen Menschen, Ansteckungsrisiko, Behandlungs- und Vorsorgemöglichkeiten berücksichtigt.

## Subzelluläre Erreger
Subzelluläre Erreger sind obligat intrazelluläre Parasiten. Sie unterscheiden sich von normalen Giften dadurch, dass sie sich in Wirtszellen durch Replikation vermehren; beziehungsweise im Fall der Prionen durch die Übertragung ihrer Struktur auf andere Prionen.

### Pathogene Viren
Pathogene Viren koppeln an Oberflächenmoleküle der Wirtszellen an und schleusen ihr Erbgut in diese ein. Es erfolgt eine u. U. massive Replikation des Virus-Körpers (Genom und Proteine) in der befallenen Zelle durch die vorhandenen Zellorganellen.

### Viroide
Viroide bestehen ausschließlich aus nur einem ringförmig geschlossenen Einzelstrang von Ribonukleinsäure (RNA).

### Virusoide
Bei Virusoiden sind Verpackung und Ausschleusung von der Anwesenheit eines Helfervirus in derselben infizierten Zelle abhängig.

### Satelliten-Viren
Satelliten sind subvirale Partikel, die aus einem Nukleinsäuremolekül und einigen Proteinen bestehen. Sie können als unselbstständige Viren aufgefasst werden, die allein nicht in der Lage sind, sich in einer Wirtszelle zu vermehren. Sie benötigen für ihre Replikation zusätzlich ein oder sogar mehrere Helferviren, mit denen die Wirtszelle gleichzeitig infiziert sein muss (Koinfektion). Das Helfervirus stellt die für die Vermehrung des Satelliten benötigten Funktionen zur Verfügung. Die Wirtszelle produziert dann anstelle des Virus hauptsächlich den Satelliten.

### Pathogene Prionen
Prionen sind Proteine mit alpha-Helix- und beta-Faltblatt-Tertiärstruktur, die die Eigenschaft haben, dass sie, ähnlich wie Enzyme, die Tertiärstruktur anderer Proteine verändern. Dies wiederholt sich, das heißt, die veränderten Proteine werden selber zu pathogenen Prionen und wandeln weitere Proteine in Prionen um.